# 11. Międzynarodowy Festiwal Filmowy w Berlinie
Nagrody przyznane na festiwalu filmowym w Berlinie w roku 1961
| Nagroda (kategoria)                                           | Zdobywca nagrody                       | Kraj                                   |
| Międzynarodowe Jury filmów fabularnych                        | Międzynarodowe Jury filmów fabularnych | Międzynarodowe Jury filmów fabularnych |
| ------------------------------------------------------------- | -------------------------------------- | -------------------------------------- |
| Złoty Niedźwiedź                                              | Noc                                    | Włochy                                 |
| Srebrny Niedźwiedź dla najlepszego reżysera                   | Bernhard Wicki za Cud Malachiasza      | RFN                                    |
| Srebrny Niedźwiedź dla najlepszej aktorki                     | Anna Karina za Kobieta jest kobietą    | Francja                                |
| Srebrny Niedźwiedź dla najlepszego aktora                     | Peter Finch za No Love For Johnnie     | Wielka Brytania                        |
| Srebrny Niedźwiedź - nagroda nadzwyczajna jury                | Mabu                                   | Korea Południowa                       |
| Srebrny Niedźwiedź - nagroda nadzwyczajna jury                | Kobieta jest kobietą                   | Francja                                |
| Srebrny Niedźwiedź                                            | Makkers, staakt uw wild geraas         | Holandia                               |
| Międzynarodowe Jury filmów dokumentalnych i krótkometrażowych |                                        |                                        |
| Srebrny Niedźwiedź - nagroda specjalna jury                   | De lage landen                         | Holandia                               |
| Srebrny Niedźwiedź - nagroda specjalna jury                   | Lo specchio, la tigre et la pianura    | Włochy                                 |
| Srebrny Niedźwiedź - nagroda specjalna jury                   | Sirènes                                | Belgia                                 |
| Srebrny Niedźwiedź - nagroda specjalna jury                   | Morning On The Lièvre                  | Kanada                                 |
| Złoty Niedźwiedź (film dokumentalny)                          | Déscription d'un combat                | Izrael                                 |
| Srebrny Niedźwiedź - nagroda specjalna (film dokumentalny)    | Traumland der Sehnsucht                | RFN                                    |
| Złoty Niedźwiedź (film krótkometrażowy)                       | Gesicht von der Stange?                | RFN                                    |
| Srebrny Niedźwiedź (film krótkometrażowy)                     | Chimichimito                           | Wenezuela                              |

## Jury
W skład jury wchodzili:

### Międzynarodowe Jury filmów fabularnych
- James Quinn (Wielka Brytania)
- France Roche (Francja)
- Falk Harnack (RFN)
- Hirotsugu Ozaki (Japonia)
- Nicholas Ray (USA)
- Satyajit Ray (Indie)
- Gian Luigi Rondi (Włochy)
- Hans Schaarwächter (RFN)
- Marc Turfkruyer (Belgia)

### Międzynarodowe Jury filmów dokumentalnych i krótkometrażowych
- W. de Vogel (Holandia)
- Else Goelz (RFN)
- Mohammed Gamal Eldin Rifaat (Zjednoczone Emiraty Arabskie)
- Don Luis Gómez Mesa (Hiszpania)
- Max Lippmann (RFN)
- Ingeborg Lyche (Norwegia)
- Flavio Tambellini (Brazylia)